# Verner Løvgreen
Verner Løvgreen (født 29. juli 1910 i København, død 6. maj 1990 i Tårnby) var en dansk kajakroer, der blandt andet deltog i OL 1936 i Berlin. Han stillede op for Kastrup Kajak Klub.
Verner Løvgreen stillede op i toerkajak, og ved OL 1936 roede han sammen med Axel Svendsen. Parret stillede op på 1000 m og 10.000 m distancerne. I 1000 m blev der afholdt indledende runde, og her kvalificerede Svendsen og Løvgreen sig via en fjerdeplads i deres heat. I finalen blev parret sidst blandt de otte deltagere, men endte på en syvendeplads, da den svenske kajak blev diskvalificeret. I 10.000 m deltog 12 kajakker direkte i finalen, og Svendsen og Løvgreen blev nummer fire i dette felt.